# 113202 Kisslászló
A 113202 Kisslászló (ideiglenes jelöléssel 2002 RY111) a Naprendszer kisbolygóövében található aszteroida. Sárneczky Krisztián fedezte fel 2002. szeptember 7-én.